# Ротхаммер, Кина
Кина Рут Ротхаммер (англ. Keena Ruth Rothhammer; род. 26 февраля 1957, Литл-Рок) — американская пловчиха, чемпионка летних Олимпийских игр 1972 года на дистанции 800 метров вольным стилем, чемпионка мира 1973 года на дистанции 200 метров вольным стилем.

## Биография
Кина Рут Ротхаммер родилась в 1957 году в Литл-Роке. На летних Олимпийских играх 1972 года в Мюнхене 15-летняя Ротхаммер победила на дистанции 800 м вольным стилем, установив новый мировой рекорд, а также завоевала бронзовую медаль на дистанции 800 м вольным стилем, уступив австралийке Шейн Гоулд и соотечественнице Ширли Бабашофф. На чемпионате мира по водным видам спорта 1973 года она победила на дистанции 200 м и заняла второе место на дистанции 400 м вольным стилем. Она также 15 раз была чемпионкой США и установила 10 национальных рекордов.
После чемпионата мира Ротхаммер завершила спортивную карьеру из-за головных болей в результате мигрени. Она изучала журналистику в Университете Южной Калифорнии, впоследствии работала в финансовой сфере. В 1991 году она была включена в Зал Славы мирового плавания.